# Corynotheca
Corynotheca F.Muell. ex Benth. – rodzaj roślin należący do rodziny złotogłowowatych (Asphodelaceae), obejmujący sześć gatunków, występujących endemicznie w Australii. 
Nazwa naukowa rodzaju pochodzi od greckich słów κορύνη (koryne – pałka, maczuga) i θεκα (theka – worek, torba) w odniesieniu do maczugowatego kształtu dojrzałych owoców tych roślin. 

## Morfologia
PokrójWieloletnie rośliny zielne lub krzewiaste, tworzące kępy.
PędyPodziemne kłącze. Łodyga krótka, ulistniona.
LiścieRównowąskie, redukujące się.
KwiatyZebrane w nieregularną wiechę, szypułkowe, pojedyncze lub skupione po 2–6 w kłosokształtne grono w kątach rozgałęzień. Okwiat spiralnie skręcony, nietrwały, złożony z sześciu mniej więcej wolnych listków o niemal równej wielkości, z trzema wyraźnymi żyłkami, biały, kremoworóżowy lub fioletowy. Sześć pręcików nadległych listkom okwiatu, ale krótszych od nich. Nitki pręcików nagie lub brodawkowate. Pylniki pękające do wewnątrz przez podłużne szczeliny i odginające się do zewnątrz. Zalążnia górna, trójkomorowa, zawierająca 2 zalążki w każdej komorze. Szyjka słupka nitkowata, znamię drobne, główkowate.
OwocePowolnie otwierające się torebki lub orzeszki. Nasiona elipsoidalne, czarne, ostro zakończone.

## Systematyka
Rodzaj z podrodziny liliowcowych (Hemerocallidoideae) z rodziny złotogłowowatych (Asphodelaceae). We wcześniejszych ujęciach zaliczany do rodzin Anthericaceae, Hemerocallidaceae, Johnsoniaceae lub liliowatych.
Wykaz gatunków
- Corynotheca asperata R.J.F.Hend.
- Corynotheca flexuosissima R.J.F.Hend.
- Corynotheca lateriflora (R.Br.) F.Muell. ex Benth.
- Corynotheca licrota R.J.F.Hend.
- Corynotheca micrantha (Lindl.) Druce
- Corynotheca pungens R.J.F.Hend.

## Zastosowanie
Liście i łodygi Corynotheca laterifola używane są przez aborygenów z plemienia Rembarrnga do przyprawiania potraw przygotowywanych z mięsa goanna (jaszczurek z rodzaju Varanus), wołu, emu lub kangura.